# Protoribates luteus
Protoribates luteus är en kvalsterart som först beskrevs av Hammer 1979.  Protoribates luteus ingår i släktet Protoribates och familjen Protoribatidae. Inga underarter finns listade i Catalogue of Life.